# Эммануэль, Сани
 Сани Шеу Эммануэль (англ. Sani Shehu Emmanuel, 23 декабря 1992, Эдо, Нигерия) — нигерийский футболист, нападающий, финалист ЮЧМ (до 17) 2009 года, а также лучший бомбардир турнира. 

## Карьера

### Ранняя карьера
Эммануэль родился в Эдо, и начал свою игровую карьеру в своей родной Нигерии за клуб «Май Пипл», нигерийской футбольной академии, базирующейся в нигерийской столице Лагосе и которой руководила церковь наций Синагоги. В 2009 году Эммануэль присоединился к шведскому клубу Боденс, где он пробыл всего несколько месяцев, поскольку правила FIFA требовали, что необходим возраст в 18 лет, чтобы совершать международный трансфер. Затем в 2010 году, после его, удостоенного наград выступления на чемпионате мира по футболу ЮЧМ (до 17) 2009 года, сообщалось, что Эммануэль проходил просмотр в «Челси» и «Тоттенхэм Хотспур», клубах английской премьер-лиги. 